# هاينز ريختر
هاينز ريختر (بالألمانية: Heinz Richter)‏ (و. 1909 – 1971 م) هو مهندس، ومؤلف، وكاتب ألماني، ولد في غيردن، توفي عن عمر يناهز 62 عاماً.

## وصلات خارجية
- هاينز ريختر على موقع IMDb (الإنجليزية)
- هاينز ريختر على موقع قاعدة بيانات الأفلام السويدية (السويدية)

- هاينز ريختر في قاعدة بيانات الأفلام على الإنترنت